# Ligurra
Genre
Ligurra est un genre d'araignées aranéomorphes de la famille des Salticidae.

## Distribution
Les espèces de ce genre se rencontrent en Malaisie et en Indonésie.

## Liste des espèces
Selon World Spider Catalog (version 25.0, 04/02/2024) :
- Ligurra aheneola (Simon, 1886)
- Ligurra latidens (Doleschall, 1859)
- Ligurra moniensis Prószyński & Deeleman-Reinhold, 2010

## Systématique et taxinomie
Ce genre a été décrit par Simon en 1903 dans les Salticidae.

## Publication originale
- Simon, 1903 : Histoire naturelle des araignées. Paris, vol. 2, p. 669-1080 (texte intégral).